# لورن سانچز
لورن سانچز (به انگلیسی: Lauren Sánchez) (زاده ۱۹ دسامبر ۱۹۶۹) گوینده اخبار و چهره رسانه‌ای آمریکایی است.
در سال ۲۰۲۰، رسانه‌ها از سانچز به عنوان دوست‌دختر بزوس، یاد کردند.در ۲۲ مه ۲۰۲۳، سی‌ان‌ان نامزدی سانچز با بزوس را گزارش کرد. او در سال ۲۰۲۵ در یک مراسم مجلل با جف بزوس در ونیز عروسی کرد.در آوریل سال ۲۰۲۵ او همراه با پنج زن دیگر از جمله کیتی پری در پرواز تاریخی کاملاً زنانه برفراز موشک بلو ارجین به فضا رفتند